# Acacia kalgoorliensis
Acacia kalgoorliensis là một loài thực vật có hoa trong họ Đậu. Loài này được R.S.Cowan & Maslin miêu tả khoa học đầu tiên.